# Космос-2165
Космос-2165 — советский спутник связи серии космических аппаратов «Космос», тип Стрела-3. Выведен на орбиту ракетой-носителем «Циклон-3».
Кроме того, на заданную орбиту, этой же ракетой было выведено ещё 5 спутников связи Космос-2166, Космос-2167, Космос-2168, Космос-2169, Космос-2170. Спутники, весом 40 кг каждый, имеют форму цилиндра диаметром 0,8 м и высотой 1 м.